# Goniodiscaster australiae
Goniodiscaster australiae är en sjöstjärneart som beskrevs av Tortonese 1937. Goniodiscaster australiae ingår i släktet Goniodiscaster och familjen Oreasteridae. Inga underarter finns listade i Catalogue of Life.